# Inonotus pegleri
Inonotus pegleri är en svampart som beskrevs av Ryvarden 1975. Inonotus pegleri ingår i släktet Inonotus och familjen Hymenochaetaceae.   Inga underarter finns listade i Catalogue of Life.